# Epimyiella palustris
Epimyiella palustris är en tvåvingeart som beskrevs av Boris Mamaev 1967. Epimyiella palustris ingår i släktet Epimyiella och familjen gallmyggor. Inga underarter finns listade i Catalogue of Life.